# Deutsche Schlager-Festspiele 1962
Die zweiten Deutschen Schlager-Festspiele fanden am 17. Februar 1962 im Kurhaus in Baden-Baden statt. Nach dem etwas verhaltenen Echo der ersten Veranstaltung vom Vorjahr hatte man im Herbst 1961 entschieden, den Sieger der Schlagerfestspiele 1962 zum Grand Prix Eurovision 1962 zu entsenden. Da diese Veranstaltung bereits auf den 18. März 1962 angesagt war, musste man die Schlagerfestspiele früh durchführen.

## Format
Aus 245 Titeln wählte eine Jury 24 Beiträge für 12 Interpreten aus, die bei vier Fernseh-Vorentscheidungen dem Publikum vorgestellt wurden. Jeder Interpret sang in der Vorrunde zwei Lieder, wovon je das besser bewertete ins Finale einzog. Diese Sendungen waren am 12. Januar (Hessischer Rundfunk), 19. Januar (Süddeutscher Rundfunk), 26. Januar (Westdeutscher Rundfunk) und am 2. Februar (Bayerischer Rundfunk).
Übrig blieben 12 Titel, die bei der Endausscheidung am 17. Februar in Baden-Baden, moderiert von Klaus Havenstein, gegeneinander antraten. Im Finale bewerteten sechs Senderjurys (BR, WDR, HR, SFB, SR und SWF) sowie vier Saaljurys (bestehend aus je 30 Mitgliedern) ihre drei Favoriten, denen sie einen, zwei oder drei Punkte gaben. Eine Saaljury vergab am Ende drei Extrapunkte, weil es einen Gleichstand auf Platz eins gab. Eigentlich sollten auch Jurys des Norddeutschen Rundfunks und von Radio Bremen im Finale werten, was aber aufgrund der Hamburger Flutkatastrophe tags zuvor entfiel. Ebenfalls auf Grund der Sturmflut konnte das Finale, anders als  ursprünglich geplant, nicht live im Fernsehen übertragen werden.
Die Veranstaltung rief ein geteiltes Echo hervor. Dennoch konnten sich einige der Titel der Endausscheidung in Baden-Baden in den Hitparaden wiederfinden und sind teilweise heute zu Evergreens geworden. Allen voran der Siegertitel, der schließlich Deutschland beim Eurovision Song Contest 1962 in Luxemburg am 18. März vertrat, dort allerdings lediglich einen 6. Platz erzielte. Die Single von Conny wurde über eine Million Mal verkauft und auch in niederländischer, englischer, französischer und italienischer Sprache veröffentlicht.

## Platzierungen
| Platz | Startnr. | Interpret                 | Lied Musik (M) und Text (T)                                              | Punkte |
| ----- | -------- | ------------------------- | ------------------------------------------------------------------------ | ------ |
| 1.    | 01       | Conny Froboess            | Zwei kleine Italiener M: Christian Bruhn; T: Georg Buschor               | 19     |
| 2.    | 06       | Siw Malmkvist             | Die Wege der Liebe M: Hans Wittstadt; T: Günther Schwenn                 | 18     |
| 3.    | 09       | Margot Eskens             | Ein Herz, das kann man nicht kaufen M: Wilhelm Carstensen; T: Peter Lach | 08     |
| 4.    | 07       | Pirkko Mannola & Wyn Hoop | Mama will dich seh’n M: Margarete Bette-Dahm; T: Kurt Eliot              | 06     |
| 5.    | 08       | Ralf Bendix               | Spanische Hochzeit M: Heinz Gietz; T: Hans Bradtke                       | 05     |
| 6.    | 02       | Rita Paul                 | La luna romantica M/T: Alexander Gordan                                  | 02     |
| 6.    | 05       | Peggy Brown               | Das Lexikon d'amour M: Günter Tilgert; T: Willy Schlöter                 | 02     |
| 7.    | 08       | Bill Ramsey               | Hilly Billy Banjo Bill M/T: Günter Fuhlisch                              | 01     |
| 7.    | 09       | Ann-Louise Hanson         | Sing’ kleiner Vogel M: Joe Menke; T: Rudolf Simson                       | 01     |
| 7.    | 10       | Carmela Corren            | Eine Rose aus Santa Monica M: Heinz Alisch; T: Walter Richter            | 01     |
| 8.    | 03       | Jimmy Makulis             | Ich habe im Leben nur dich M: Heino Gaze; T: Günther Schwenn             | 0      |
| 8.    | 04       | Peter Beil                | Ein verliebter Italiener M: Heinz Reinfeld; T: Bruno Balz                | 0      |